# Playa de la Lanzada
La playa de la Lanzada (en gallego, oficialmente, Praia da Lanzada) es una de las más famosas de Galicia (España). Está situada en los municipios pontevedreses de El Grove y Sangenjo en la ría de Pontevedra, en el extremo sur de la Comarca de Salnés.
Ha sido galardona múltiples veces con la Bandera Azul.

## Descripción
Se encuentra en el lado suroeste del istmo que une la península de El Grove con el municipio de Sangenjo. Está ubicada cerca del comienzo de la ría de Pontevedra y el extremo norte del istmo linda con la desembocadura de la ría de Arosa. Su extremo norte está muy próximo a la localidad turística de San Vicente del Mar (El Grove).
La Lanzada es una playa muy extensa: mide 2,5 kilómetros de longitud, más de tres si se tienen en cuenta los tramos adyacentes de Arenas Gordas y Lapa. Localmente se dan 3 nombres a sus tramos:
- Arenas Gordas (Areas Gordas),
- playa de Lapa (Praia de Lapa) y
- playa de La Lanzada (Praia da Lanzada).

Es una de las playas más conocidas de Galicia y de las Rías Bajas. Durante el verano acuden gran cantidad de turistas a visitarla.
Se encuentra rodeada por un bello entorno natural protegido de dunas perteneciente a la Red Natura 2000. Actualmente la zona dunar es un ecosistema protegido. Está situada en frente a la Isla de Ons y a la Isla de Onza, pertenecientes al Parque nacional de las Islas Atlánticas de Galicia.

## Actividades
En esta playa se practican deportes como surf y windsurf, ya que tiene un gran oleaje, puesto que no está situada en ninguna ría, a mar abierto. También se practica el kitesurf, debido a que al ser una playa abierta puede llegar a ser muy ventosa.
A escasos metros se encuentran lugares de interés como la Torre de La Lanzada (Torre da Lanzada), el Castro de La Lanzada (Castro da Lanzada) y la Ermita de Nuestra Señora de La Lanzada (Ermida da Nosa Señora da Lanzada).

## Accesos
La forma más rápida de acceder a ella es a través de la autovía de Salnés, tomando la última salida en dirección a El Grove.

## Imágenes

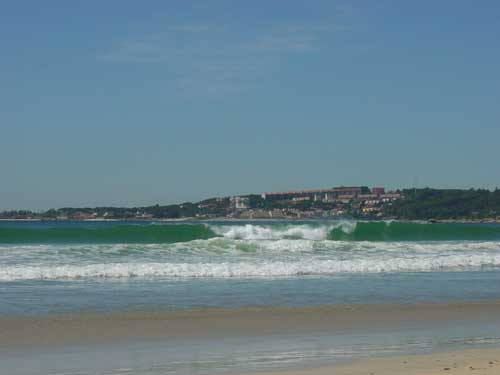
San Vicente del Mar, al fondo.
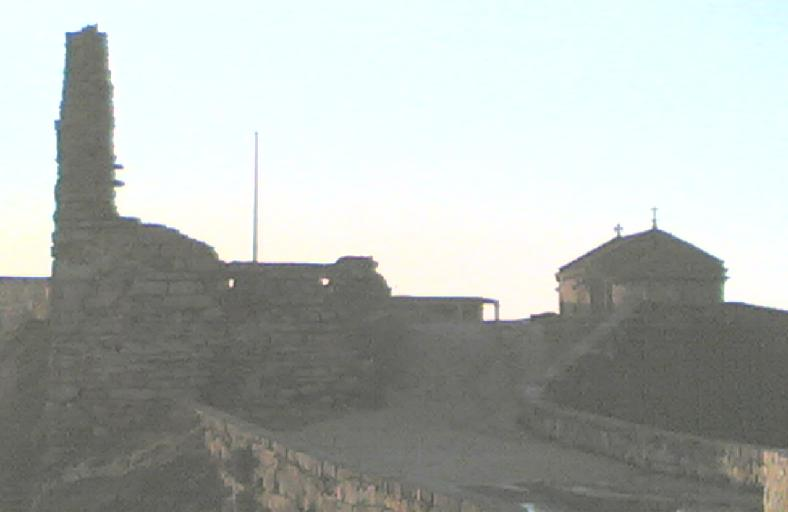
Torre y ermita.
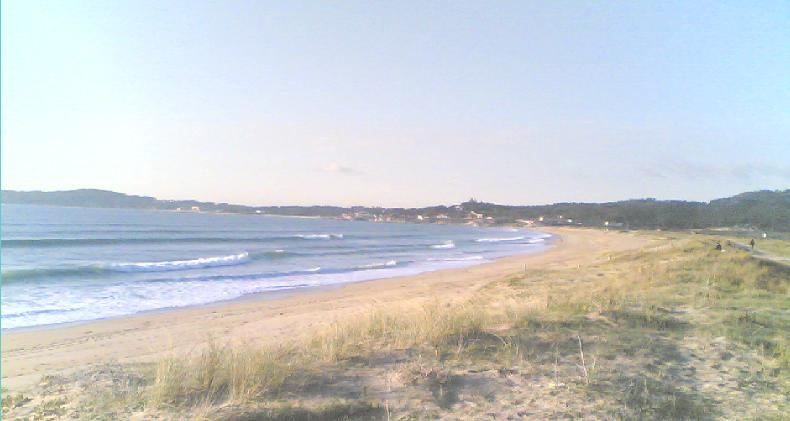
Playa vacía.